# FSRU Golar Spirit
FSRU Golar Spirit – pływający magazyn  kriogeniczny, który został wyposażony w pokładowe urządzenia do regazyfikacji  skroplonego gazu ziemnego (LNG). Jest to pierwsza jednostka tego typu na świecie, która została przekształcona ze standardowego  gazowca. W dniach od 18 do 26 stycznia 2009 roku, przeprowadzono udane próby zasilania brazylijskiej elektrowni gazem ziemnym pochodzącym z Golar Spirit.

## Historia
Golar Spirit został zbudowany w 1981 roku przez stocznię Kawasaki Shipbuilding Corporation (na zamówienie  Golar Gas Cryogenics Inc.) jako standardowy gazowiec. W 1986 roku, statek został wyczarterowany na 20 lat przez indonezyjskie przedsiębiorstwo naftowo-gazowe Pertamina i służył do przewożenia LNG z  Indonezji do  Japonii.
W kwietniu 2007 roku podpisano porozumienie, na mocy którego Golar Spirit został wydzierżawiony na dziesięć lat przez brazyliską firmę Petrobras jako pływający terminal LNG. 1 października 2007 roku Golar Spirit został przekazany do stoczni Keppel Shipyard (Singapur), która rozpoczęła jego przeróbkę na pierwszą jednostkę FSRU. 11 czerwca 2008 roku jednostka opuściła stocznię i skierowała się do portu w Trynidadzie i Tobago, gdzie na pokład został przyjęty pierwszy ładunek skroplonego gazu ziemnego (zakupiony przez Petrobras od BG Group).